# 11108 Hachimantai
11108 Hachimantai è un asteroide della fascia principale. Scoperto nel 1995, presenta un'orbita caratterizzata da un semiasse maggiore pari a 3,0177917 UA e da un'eccentricità di 0,1170667, inclinata di 9,45468° rispetto all'eclittica.